# Каннерт, Йозеф Бернард
Йозеф Бернард Каннерт (нидерл. Jozef Bernard Cannaert; 15 февраля 1768, Гент — 17 ноября 1848, там же) — бельгийский юрист.
Написал важный труд по фламандскому уголовному праву, со многими неизданными документами относительно колдовства и еретиков в XVI и XVII веках: «Bijdragen tot de kennis van het oude strafrecht in Vlaenderen, verrijkt met vele tot dusverre onuitgegevene stukken» (Гент, 1826). В 1847 издано сокращение этой книги на французском языке: «Procès de Sorcellerie en Belgique sous Philippe II et le gouvernement des Archiducs».